# Municipio di Boston
Il Municipio di Boston (Boston City Hall in inglese) è la sede del governo della città di Boston, in Massachusetts (Stati Uniti d'America). Esso comprende gli uffici del sindaco di Boston e del Comune di Boston.
L'edificio fu costruito nel 1968 ed è un controverso ed importante esempio di stile architettonico brutalista. È stato progettato dagli architetti Kallmann McKinnell & Knowles, insieme agli ingegneri Campbell, Aldrich e Nulty e alla LeMessurier Associates.
Assieme alla circostante piazza, il municipio fa parte del complesso Centro di Governo complesso, nato come sforzo di riprogettazione urbana nel 1960.

## Storia
Il municipio di Boston fu progettato da Gerhard Kallmann (professore della Columbia University) e Michael McKinnell (studente laureato alla Columbia), che hanno cofondato la Kallmann McKinnell & Knowles, la quale vinse un concorso internazionale in due fasi nel 1962 per la sua realizzazione. Il loro progetto fu selezionato tra 256 progetti partecipanti da una giuria di architetti e imprenditori di primo piano.
Il progetto partiva da disegni più convenzionali rispetto alla maggior parte degli altri concorrenti (caratterizzati per lo più da coperture di forme geometriche pure con eleganti pareti), in quanto introducevano una struttura articolata che esprimeva le funzioni interned dell'edificio con robuste forme concrete a sbalzo. Antistante all'ampia piazza di mattoni, il municipio fu progettato per creare un luogo aperto ed accessibile per il governo della città, con le attività pubbliche più utilizzate situate tutte ai piani inferiori e collegate direttamente alla piazza. I principali spazi civici, tra cui la sala del Consiglio comunale, la biblioteca e l'ufficio del sindaco, erano ad un livello superiore, mentre gli uffici amministrativi sono stati alloggiati sopra questi, dietro le staffe ripetitive dei piani superiori.
In un'epoca in cui la monumentalità era vista come un attributo appropriato per l'architettura governativa, gli architetti cercarono di creare una forte affermazione della democrazia civica moderna, collocando l'edificio all'interno del centro storico di Boston.

## Caratteristiche

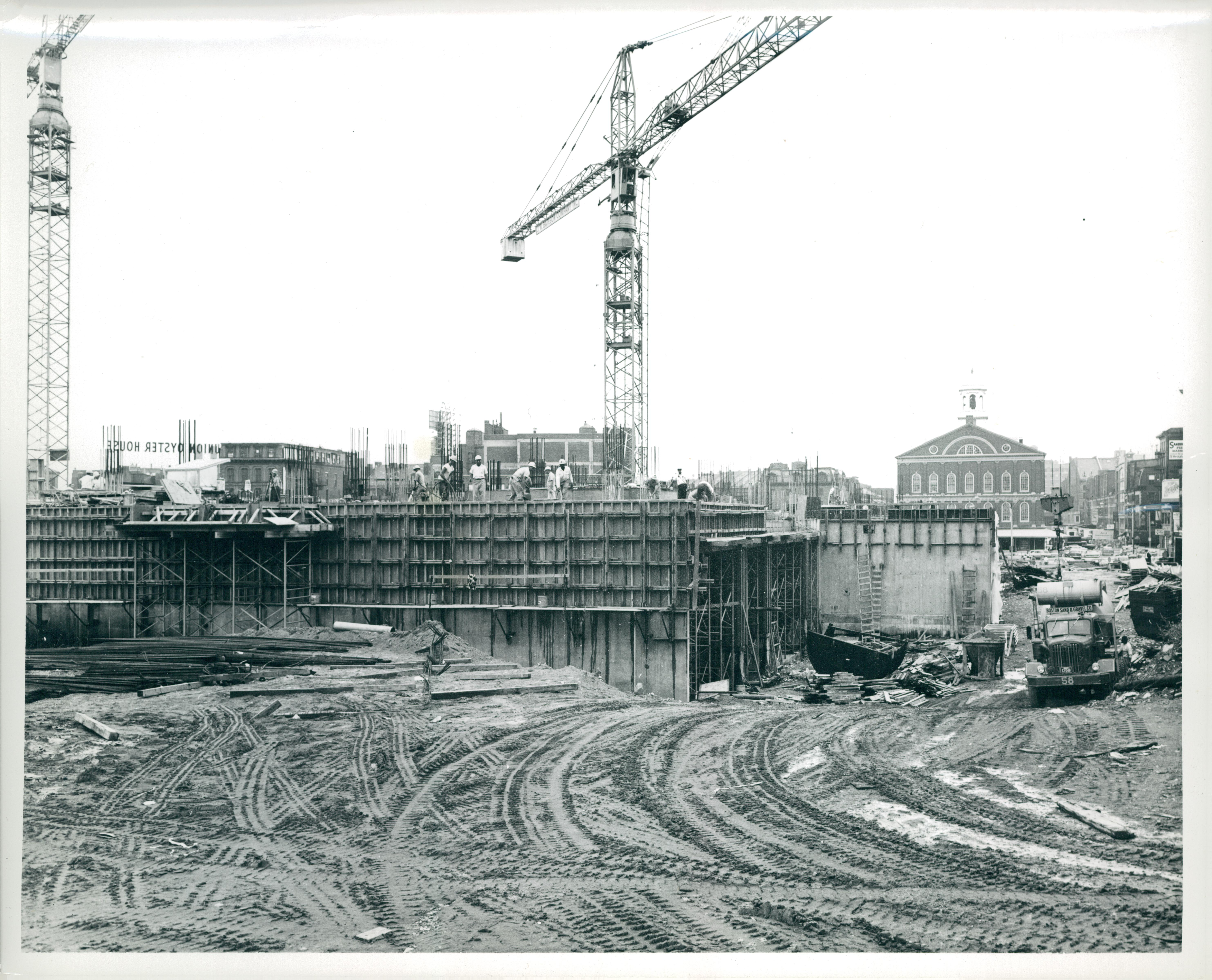
Il municipio in costruzione (1964-1968)

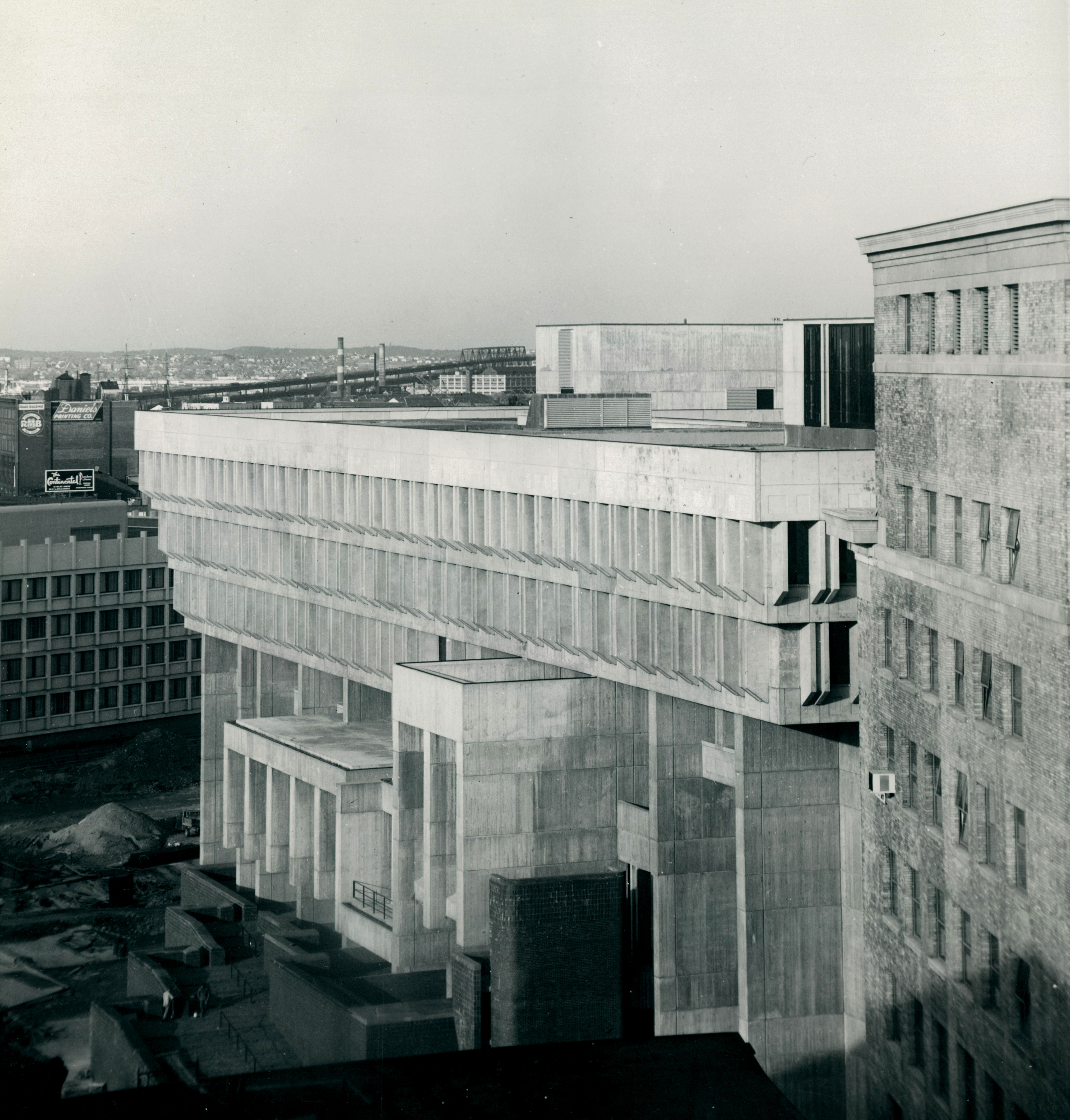
Il municipio nel 1968

Gli architetti si rifecero ai precedenti di Le Corbusier, in particolare al convento di Santa Maria de La Tourette di Éveux (Francia), con i suoi piani superiori a sbalzo, la struttura in cemento armato a vista ed una simile interpretazione degli spazi pubblici e privati, ma furono anche attirati dall'esempio medievale e rinascimentale dei municipi italiani e degli spazi pubblici, oltre che dalle strutture di granito audaci del XIX secolo di Boston (compreso il mercato Quincy di Alexander Parris che si trova immediatamente ad est).
Molti degli elementi architettonici sono stati visti come astrazioni di elementi di design classici, come le casse e l'architrave sopra le colonne di cemento. Kallmann, McKinnell, e Knowles collaborarono con altri due studi di architettura di Boston e uno studio di ingegneria per realizzare il municipio di Boston dal 1963 al 1968.
I progettisti divisero i municipio in tre sezioni, sia esteticamente e anche dall'uso. La parte più bassa dell'edificio, con la base di mattoni faccia a vista parzialmente costruito su una collina, si compone di quattro livelli di dipartimenti di governo della città, dove il pubblico ha un accesso ampio. La parte in mattone si trasferisce sostanzialmente verso l'esterno di questa sezione ed è affiancato da materiali come piastrelle cava all'interno. L'uso di questi prodotti in terracotta si riferisce alla posizione dell'edificio su una delle storiche vie di Boston, tra cui la piazza lastricata in mattoni e anche alla storica architettura di Boston che utilizzava i mattoni, come è possibile vedere nell'attiguo blocco di Sears Crescent e negli edifici del Blackstone Block in tutta Congress Street.

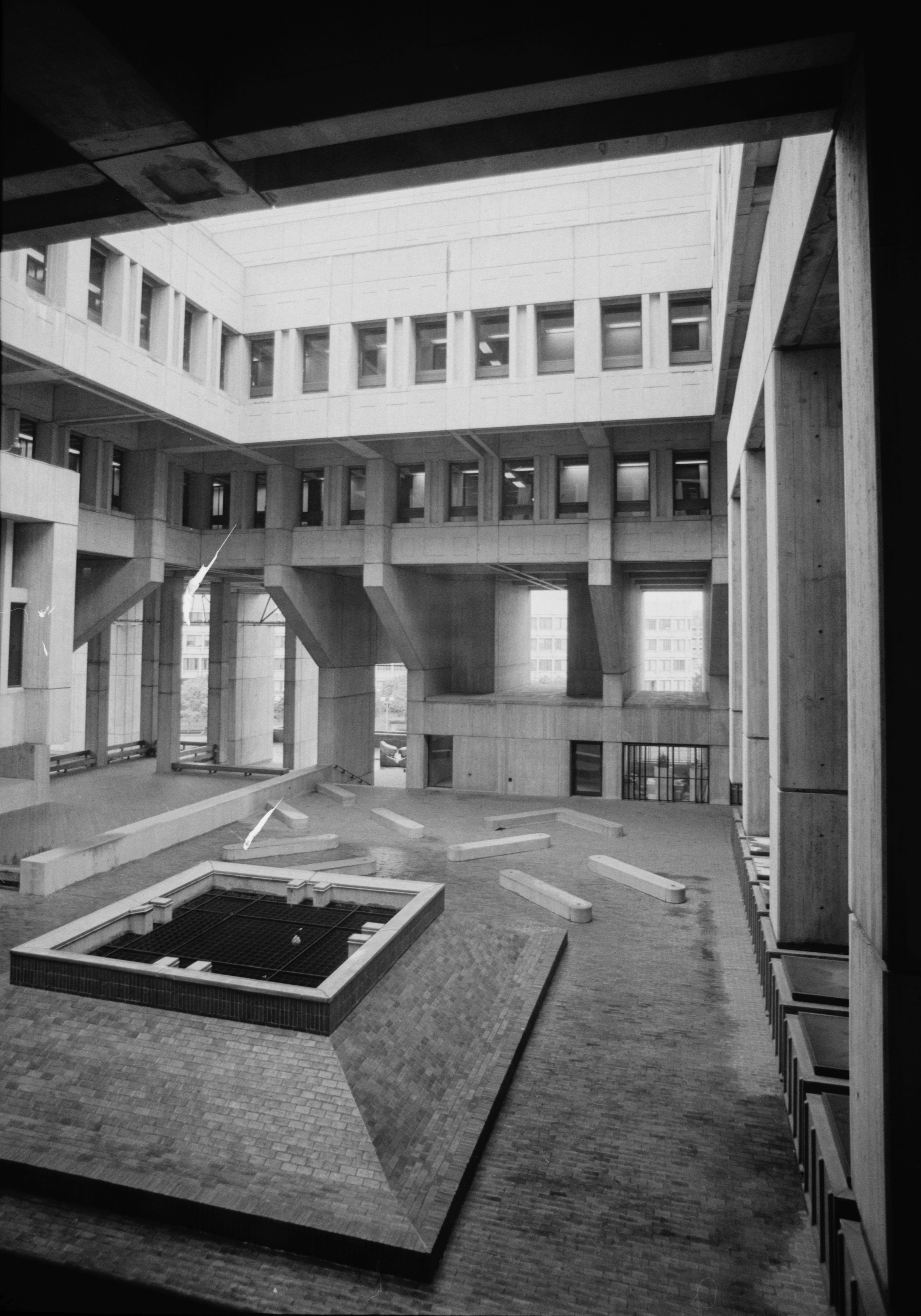
Interno del municipio nel 1981

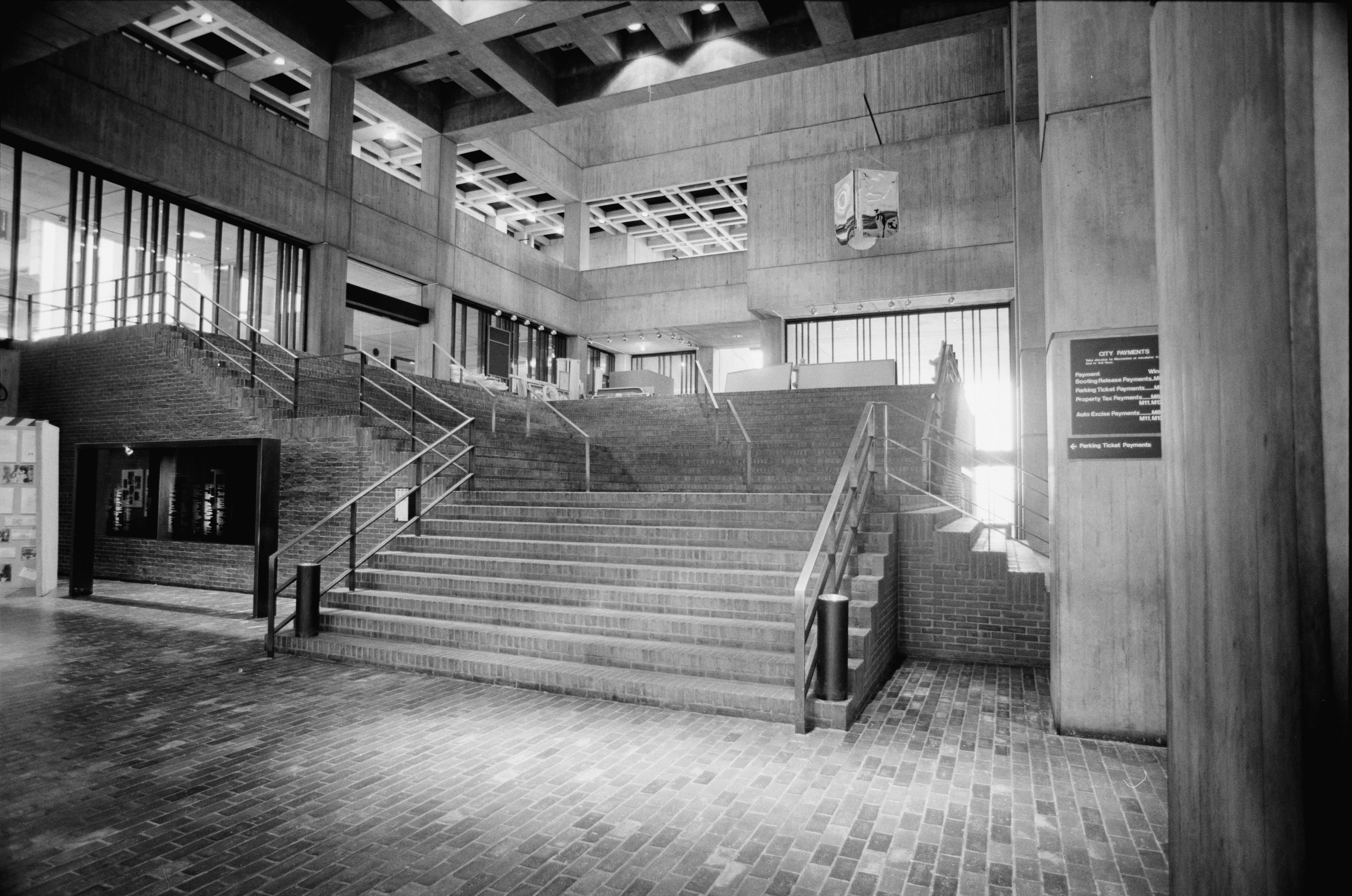
Ingresso del municipio (1981)

La parte intermedia del Municipio ospita i pubblici funzionari: il sindaco, i membri del consiglio comunale e la sala consiliare. La scala di grandi dimensioni e la sporgenza di questi spazi interni all'esterno, invece di seppellire la loro profondità all'interno dell'edificio, rivela queste importanti funzioni pubbliche al passante e creano un collegamento visivo e simbolico tra la città e il suo governo. L'effetto è quello di una piccola città di strutture in calcestruzzo, riparata a sbalzo sopra la piazza: grandi forme che ospitano importanti attività civiche. I cantilever sono sostenuti da colonne esterne, distanziate alternativamente a 4,37 metri e 8,74 metri, che sono in acciaio rinforzato.
I piani superiori contengono gi spazi per gli uffici della città, utilizzati da funzionari non visitati frequentemente dal pubblico, come ad esempio i servizi amministrativi e di pianificazione. Questa natura burocratica si riflette nei tipi di finestra standardizzati, separati da pinne in calcestruzzo prefabbricato, con un piano aperto tipico dei moderni edifici per uffici. La successiva recinzione di gran parte di questo spazio in uffici isolati è invece dovuto a problemi di ventilazione di questi piani.
La parte superiore della base in mattoni è stato progettato come un cortile sopraelevato, che unisce il quarto piano del municipio con la piazza. A causa di problemi di sicurezza, tuttavia, i funzionari della città negli ultimi anni hanno bloccato l'accesso al cortile e le scale esterne per Congress Street e la piazza. Il cortile è occasionalmente aperto per eventi (come la celebrazione del vittoria del campionato dei Boston Celtics nel 1986). Dopo l'11 settembre 2001 la sicurezza è stata ulteriormente aumentata: l'ingresso nord del municipio di fronte alla piazza è stato barricato con barriere jersey e rastrelliere per le biciclette. Tutti i visitatori che entrano gli ingressi anteriori e posteriori devono passare attraverso i metal detector.

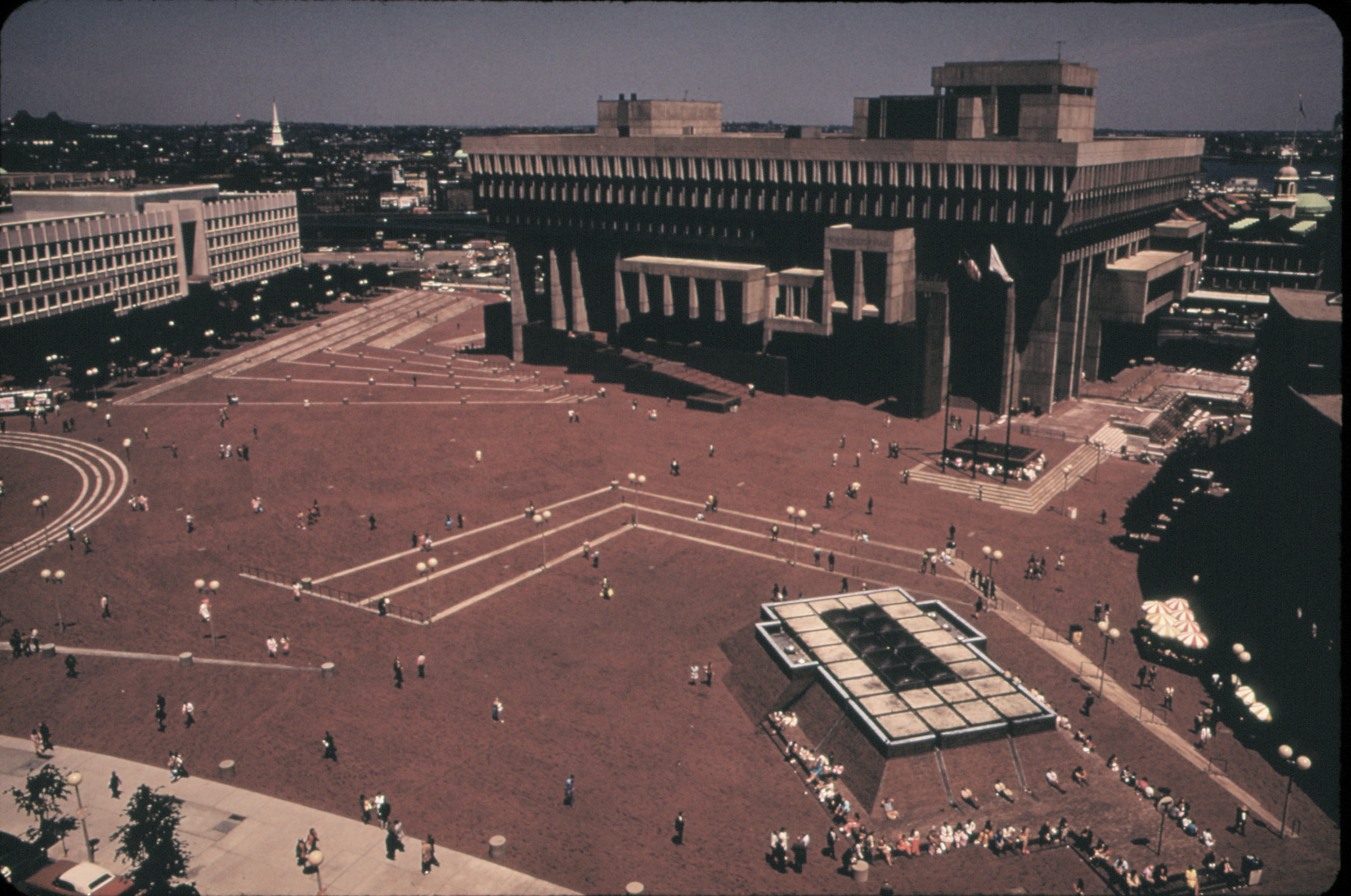
Il municipio e la piazza nel 1973

Il municipio è stato costruito utilizzando principalmente gettate di cemento in opera e prefabbricati di cemento Portland e alcune in muratura. Circa la metà del calcestruzzo utilizzato per la costruzione è stato prefabbricato, con circa 22.000 componenti, e l'altra metà è stata realizzata in situ. Tutto il calcestruzzo utilizzato nella struttura, esclusa quella delle colonne, è mescolato con una roccia lucente e grossolana. Poiché la maggior parte dell'edificio è creato utilizzando calcestruzzo, prefabbricati e gettate di cemento, tali elementi sono distinguibili tra loro per i diversi colori e texture. Ad esempio, gli elementi costruiti in loco sono caratterizzati da venature marcate e sgranate perché il calcestruzzo è stato versato in telai di legno di abete per plasmarlo, mentre gli elementi prefabbricati, quali travi e supporti, sono stati fissati in stampi in acciaio per ottenere superfici pulite e lisce. Questa distinzione può anche essere vista nel fatto che l'esterno costruito con opere in loco sono fatte col cemento di primo tipo, leggermente colorato, mentre i componenti prefabbricati di uso esterno col cemento di secondo tipo, di colore scuro. La base dell'edificio è scuro con mattoni, tegole di cava gallese, pareti di mogano e cemento scuro. Nelle sale, il colore generale si illumina, poiché fu utilizzato calcestruzzo leggero.

## Galleria d'immagini

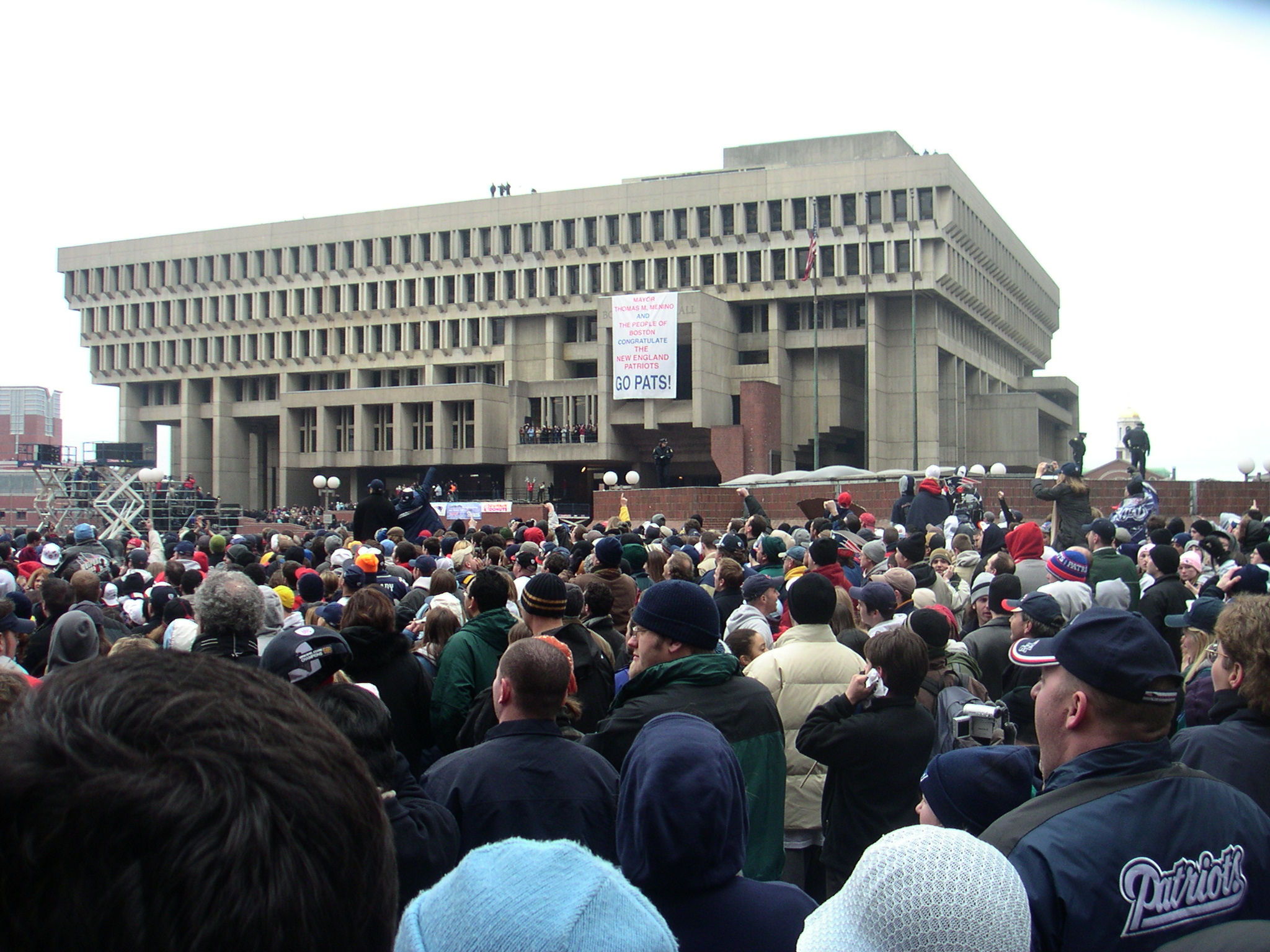
Nel 2004 durante i festeggiamenti per la vittoria dei New England Patriots nel Super Bowl
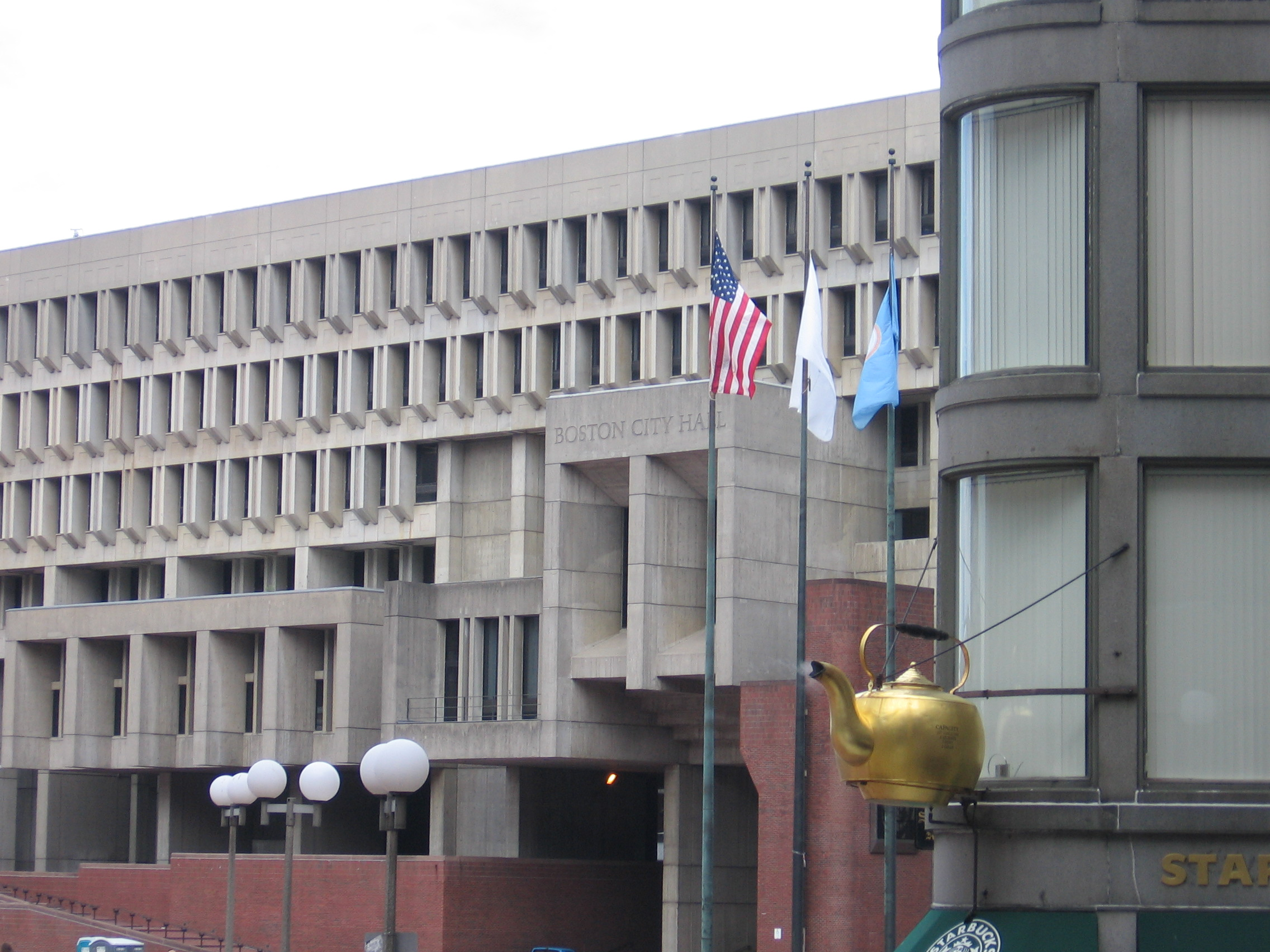
Particolare dell'ingresso
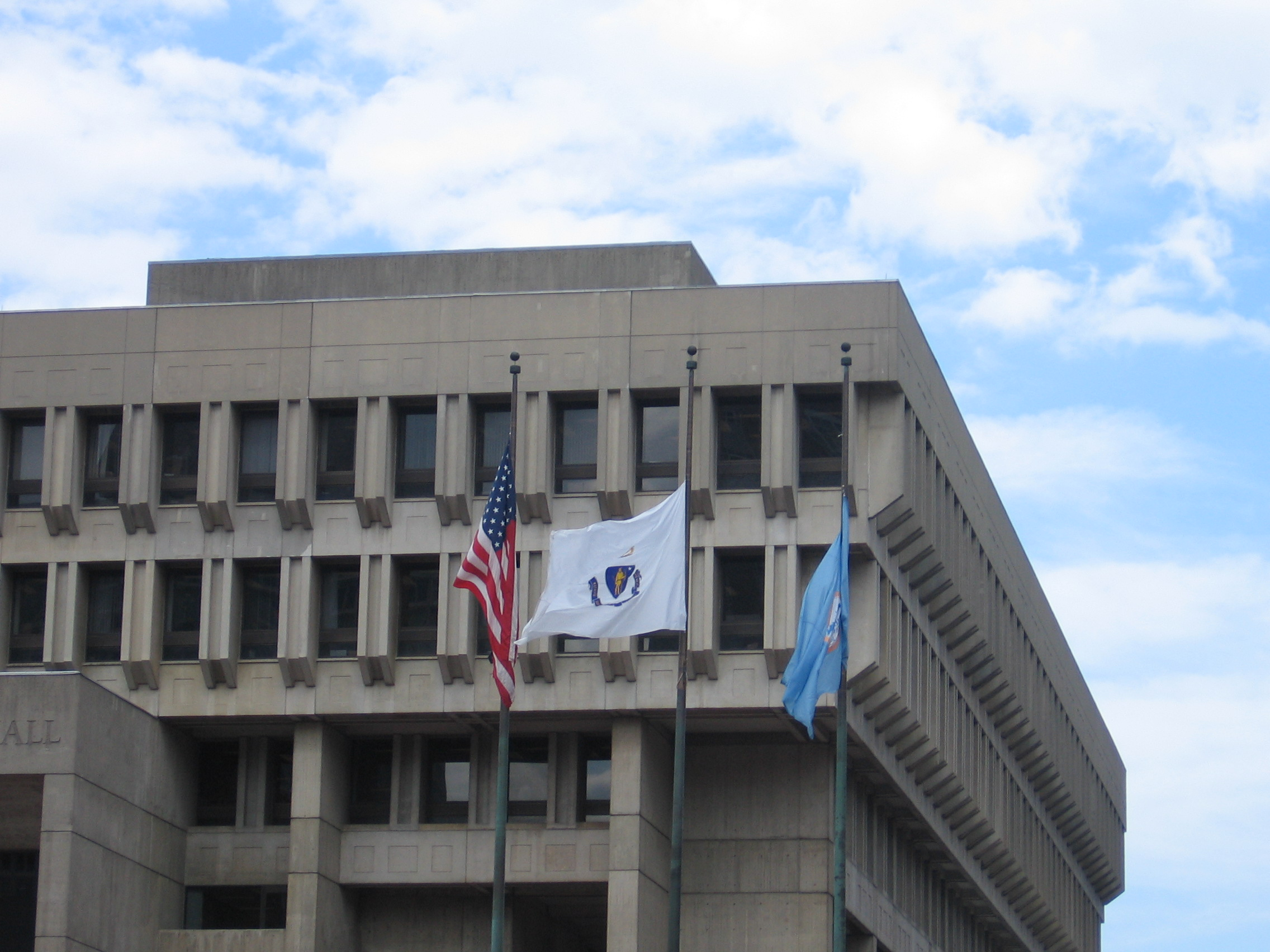
Particolare della facciata
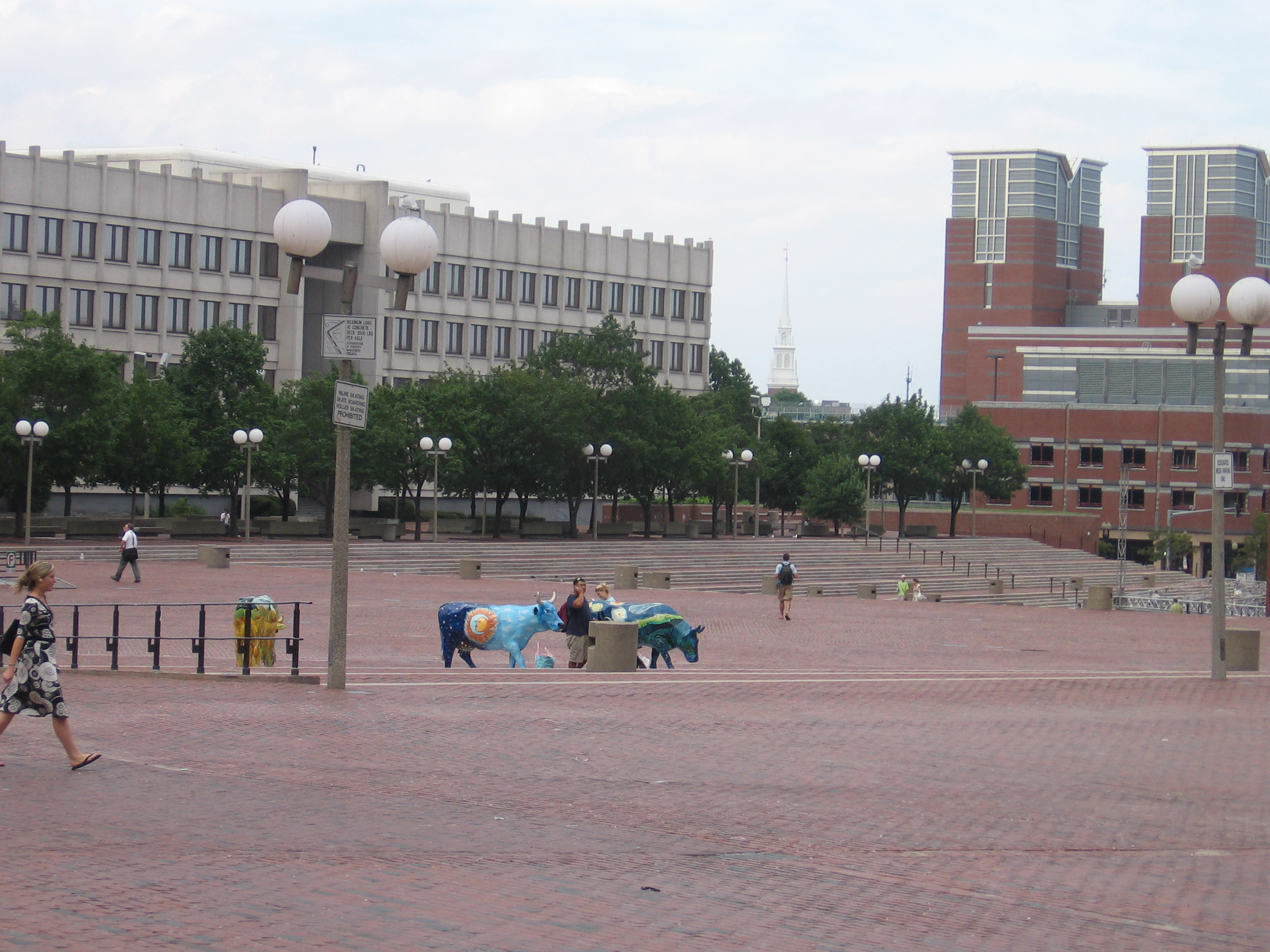
La piazza antistante